# Jean Rochefort
Jean Raoul Robert  Rochefort, nome completo de Jean Rochefort (Em francês: [ʒã ʁɔʃ.fɔʁ]; Paris, 29 de abril de 1930 – 9 de outubro de 2017) foi um premiado ator francês, com mais de cinco décadas de carreira.

## Filmografia

### Décadas de 50 e 60
- 1956 - Rencontre à Paris
- 1958 - Une balle dans le canon
- 1961 - Vingt mille lieues sur la terre
- 1961 - Le Capitaine Fracasse
- 1962 - Cartouche
- 1962 - Le Soleil dans l'oeil
- 1962 - Le Masque de fer
- 1963 - Fort-du-fou
- 1963 - Symphonie pour un massacre
- 1963 - The Bread Peddler
- 1963 - La Foire aux cancres
- 1964 -  Du grabuge chez les veuves
- 1964 - Les Pieds nickelés
- 1964 - Angélique
- 1965 - Merveilleuse Angélique
- 1965 - Les Tribulations d'un chinois en Chine
- 1966 - Angélique et le roy
- 1966 - À cœur joie
- 1966 - Who Are You, Polly Maggoo?
- 1967 - Le Dimanche de la vie'
- 1968 - Ne jouez pas avec les Martiens
- 1968 - Pour un amour lointain
- 1969 - Le Diable par la queue
- 1969 - Le Temps de mourir

### Década de 70
- 1970 - La Liberté en croupe
- 1970 - Céleste
- 1972 - L'Œuf
- 1972 - Le Grand Blond avec une chaussure noire
- 1972 - Les Feux de la Chandeleur
- 1972 - L'Héritier
- 1972 - Le Complot
- 1973 - Bel ordure
- 1973 - Salut l'artiste
- 1973 - L'Homme aux nerfs d'acier
- 1973 - Comment réussir quand on est con et pleurnichard
- 1973 - L'Horloger de Saint-Paul
- 1974 - Le Retour du grand blond
- 1974 - Le Fantôme de la liberté
- 1974 - Isabelle devant le désir
- 1974 - Mon Dieu, comment suis-je tombée si bas?
- 1974 - Les Innocents aux mains sales
- 1975 - Un divorce heureux
- 1975 - Les vécés étaient fermés de l'intérieur
- 1975 - Les Magiciens
- 1975 - Que la fête commence
- 1976 - Calmos
- 1976 - Le Diable dans la boîte
- 1976 - Un éléphant ça trompe énormément
- 1977 - Le Crabe-tambour
- 1977 - Nous irons tous au paradis
- 1977 - La Grande Cuisine
- 1978 - Le Cavaleur
- 1978 - French Postcards
- 1979 - Grandison
- 1979 - Courage, fuyons
- 1979 - Chère inconnue

### Década de 80
- 1980 - Je hais les blondes
- 1980 - Un étrange voyage
- 1981 - Il faut tuer Birgitt Haas
- 1981 - L'Indiscrétion *1982 - Le Grand Frère
- 1983 - Un dimanche de flic
- 1983 - L'Ami de Vincent
- 1984 - Frankenstein 90
- 1984 - Réveillon chez Bob
- 1985 - David, Thomas et les autres
- 1985 - La Galette du roi
- 1987 - Le Moustachu *1987 - Mes quarante premières années
- 1987 - Tandem de Patrice Leconte
- 1989 - Je suis le seigneur du château

### Década de 90
- 1990 - Le Mari de la coiffeuse
- 1990 - Le Château de ma mère
- 1991 - Amoureux fou
- 1992 - Le Bal des casse-pieds
- 1992 - The Timekeeper
- 1992 - El largo invierno
- 1992 - Visionarium
- 1992 - L'Atlantide
- 1993 - Tango de Patrice Leconte
- 1993 - Cible émouvante
- 1993 - Tombés du ciel
- 1994 - Et ensuite, le feu
- 1994 - Prêt-à-Porter
- 1995 - Tom est tout seul
- 1995 - Même heure, l'année prochaine
- 1996 - Palace
- 1996 - Les Grands Ducs
- 1996 - Ridicule
- 1996 - Never Ever de Charles Finch
- 1997 - Barracuda
- 1998 - Le serpent a mangé la grenouille
- 1998 - Le Vent en emporte autant
- 1998 - In and out of fashion
- 1999 - Rembrandt

### Década de 2000
- 2001 - Le Placard
- 2001 - Honolulu Baby
- 2001 - La Vie sans secret de Walter Nions
- 2002 - L'homme du train
- 2002 - Blanche
- 2002 - Lost in La Mancha
- 2003  - Fanfan la Tulipe
- 2003 - Les Clefs de bagnole
- 2004 - RRRrrrr!!! - Na Idade da Pedra
- 2004 - Les Dalton (voz)
- 2005 - Akoibon
- 2005 - L'enfer
- 2006 - Désaccord parfait
- 2006 - Ne le dis à personne
- 2007 - Mr. Bean's Holiday
- 2007 - La clef
- 2008 - id - Identity of the Soul (narrador)
- 2008 - J'ai toujours rêvé d'être un gangster
- 2008 - Agathe Cléry

### Década de 2010
- 2012 - The Artist and the Model
- 2012 - Astérix et Obélix: Au service de sa Majesté
- 2015 - April and the Twisted World
- 2015 - Floride